# إيرين هيوز
إيرين هيوز (بالإنجليزية: Irene Hughes)‏ هي نفسية أمريكية، ولدت في 1920 في تينيسي في الولايات المتحدة، وتوفيت في 7 ديسمبر 2012 في بيتشر في الولايات المتحدة.

## وصلات خارجية
- الموقع الرسمي
- إيرين هيوز على موقع IMDb (الإنجليزية)